# Parc de la Fontsanta
Parc de la Fontsanta är en park i Spanien.   Den ligger i provinsen Província de Barcelona och regionen Katalonien, i den östra delen av landet, 500 km öster om huvudstaden Madrid. Parc de la Fontsanta ligger 61 meter över havet.
Terrängen runt Parc de la Fontsanta är kuperad åt nordväst, men åt sydost är den platt. Terrängen runt Parc de la Fontsanta sluttar söderut. Runt Parc de la Fontsanta är det mycket tätbefolkat, med 10 000 invånare per kvadratkilometer. Närmaste större samhälle är Barcelona, 7,5 km öster om Parc de la Fontsanta. Runt Parc de la Fontsanta är det i huvudsak tätbebyggt.